# Can't run from love
Can't run from love (título original: Aşktan Kaçılmaz) es una serie de televisión turca de 2014, producida por Erler Film y emitida por Star TV.

## Trama
Barzan es un joven ejemplar que intenta salir adelante lejos de su familia. Él está en desacuerdo con la forma de vida de su padre —un poderoso criminal de Mardin—, pero deberá regresar a su ciudad natal cuando éste sufra un ataque al corazón. En el vuelo hacia su hogar conocerá a Yasemin, una fiscal que se encuentra tras el rastro del padre de Barzan. Los jóvenes se enamorarán sin darse cuenta de que se encuentran en caminos opuestos.

## Reparto
- Pelin Akil como Yasemin
- Berk Oktay como Barzan Nadir
- Çağdaş Onur Öztürk como Ali
- Ceren Hindistan como Nazlı
- Macit Sonkan como İskender Nadir
- Bilal Akif Yörük como Berat
- Nilay Cafer como Dicle
- Seray Gözler como Hanım
- Umut Karadağ como Bedir Nadir
- Ayten Soykök como Hayriye
- Hazal Gürel como Ardil Nadir
- Metin Büktel como Ekber
- Şive Şenözen
- Remzi Evren
- Gürkan Guzeyhuz
- Adnan Koç
- Erhan Alpay
- Emre Çaltılı
- Serap Ogan Eren
- Nazmi Göçmen